# (528219) 2008 KV42
(528219) 2008 KV42, surnommé officieusement Drac (diminutif de Dracula), est un objet de la ceinture de Kuiper.

## Observation
La première observation de 2008 KV42 a été effectuée au moyen du télescope Canada-France-Hawaï, le 31 mai 2008 alors que l’objet se trouvait à 42° au-dessus du plan de l’écliptique et à une distance de 32 UA. Plusieurs observations ont été ensuite effectuées à titre de confirmation, notamment par le MMT (Multi-Mirror Telescope) en Arizona, l’observatoire interaméricain du Cerro Tololo (CTIO) de 4 mètres au Chili et le télescope canadien Gemini Sud, également au Chili. 

## Orbite rétrograde
Ce qui rend ce corps intéressant, c'est son orbite inclinée à 103°, donc inverse de celles des autres corps (planètes, planètes naines et astéroïdes sauf certaines comètes comme celle de Halley). Avant sa découverte, aucune planète, ni aucun planétoïde ou astéroïde ne semblait effectuer le tour du système solaire à l'envers.
Cette étrange orbite laisse d'abord penser que ce pourrait être un ancien corps du nuage de Hills ou du nuage de Oort. Mais l'orbite de cet objet se trouve dans le même plan que celles de (471325) 2011 KT19 et de quatre autres corps, il reste à trouver une explication.